# الیسون تیلور
الیسون تیلور (به انگلیسی: Allison Taylor) یکی از نقش‌های سریال ۲۴ است. چری جونز نقش الیسون تیلور به عنوان رئیس جمهور ایالات متحده را در این سریال بازی می‌کند. او در ۲۴: رستگاری، پس از شکست دادن نوح دنیلز در انتخابات ریاست جمهوری، بعنوان رئیس جمهور منتخب تعیین شد.